# Dennis Smith Jr.
Dennis Cliff Smith Jr. (Godwin, Carolina del Norte, 25 de noviembre de 1997) es un baloncestista estadounidense que se encuentra sin equipo. Con 1,91 metros de estatura, juega en la posición de base.

## Trayectoria deportiva

### Primeros años
Asistió durante su etapa de instituto al Trinity Christian School de Fayetteville (Carolina del Norte), donde en su temporada júnior promedió 21,8 puntos por partido, siendo elegido como jugador del año del estado. Antes de su temporada sénior se lesionó el ligamento anterior cruzado, lo que ocasionó que se perdiera toda la temporada.

### Universidad
En septiembre de 2015 se comprometió con los Wolfpack de la Universidad Estatal de Carolina del Norte. Jugó una única temporada, en la que promedió 18,1 puntos, 4,6 rebotes, 6,2 asistencias y 1,9 robos de balón por partido, Fue elegido rookie del año de la Atlantic Coast Conference e incluido en el segundo mejor quinteto de la conferencia y en el mejor quinteto de novatos.

#### Estadísticas
| Año     | Equipo   | PJ | PT | MPP  | %TC  | %3P  | %TL  | RPP | APP | ROB | TPP | PPP  |
| ------- | -------- | -- | -- | ---- | ---- | ---- | ---- | --- | --- | --- | --- | ---- |
| 2016–17 | NC State | 32 | 32 | 34.8 | .455 | .359 | .715 | 4.6 | 6.2 | 1.9 | .4  | 18.1 |

### Profesional

#### NBA
Fue elegido en la novena posición del Draft de la NBA de 2017 por los Dallas Mavericks. Debutó como profesional el 18 de octubre ante los Atlanta Hawks, logrando un doble-doble, 16 puntos y 10 asistencias.
El 31 de enero de 2019 Smith fue traspasado a los New York Knicks junto con Wesley Matthews, DeAndre Jordan y dos futuras primeras rondas del draft a cambio de Kristaps Porziņģis, Tim Hardaway Jr., Trey Burke y Courtney Lee.
Tras dos temporadas en Nueva York, el 7 de febrero de 2021 es traspasado a Detroit Pistons a cambio de Derrick Rose.
El 23 de septiembre de 2021 fichó por los Portland Trail Blazers. Fue despedido en febrero de 2022.
En verano de 2022, tras no encontrar equipo, reconoció que se planteó la opción de probar en la NFL de fútbol americano, su plan era presentarse a las franquicias como defensive back. Finalmente, el 21 de septiembre de 2022 se comprometió por una temporada con los Charlotte Hornets.
El 8 de julio de 2023 firma con Brooklyn Nets.

#### G League y Europa
Tras no encontrar hueco en la NBA el 20 de diciembre de 2024 firma por los Wisconsin Herd de la NBA G League, pero no llega a debutar, y a mediados de enero de 2025 firma con el Real Madrid de la Liga ACB española. Tras 33 días en el conjunto blanco y un bagaje total de 11 puntos anotados, el 18 de febrero, abandona la disciplina del club español.

## Estadísticas de su carrera en la NBA

### Temporada regular
| Año     | Equipo    | PJ  | PT  | MPP  | %TC  | %3P  | %TL  | RPP | APP | ROB | TPP | PPP  |
| ------- | --------- | --- | --- | ---- | ---- | ---- | ---- | --- | --- | --- | --- | ---- |
| 2017-18 | Dallas    | 69  | 69  | 29.7 | .395 | .313 | .694 | 3.8 | 5.2 | 1.0 | .3  | 15.2 |
| 2018-19 | Dallas    | 32  | 32  | 28.4 | .440 | .344 | .695 | 3.0 | 4.3 | 1.3 | .3  | 12.9 |
| 2018-19 | New York  | 21  | 18  | 28.6 | .413 | .289 | .568 | 2.8 | 5.4 | 1.3 | .4  | 14.7 |
| 2019-20 | New York  | 34  | 3   | 15.8 | .341 | .296 | .509 | 2.3 | 2.9 | .8  | .2  | 5.5  |
| 2020-21 | New York  | 3   | 0   | 9.3  | .200 | .000 | .833 | .7  | 1.0 | 1.0 | .0  | 3.0  |
| 2020-21 | Detroit   | 20  | 9   | 19.6 | .415 | .352 | .700 | 2.7 | 3.7 | 1.0 | .7  | 7.3  |
| 2021-22 | Portland  | 37  | 4   | 17.2 | .418 | .222 | .656 | 2.4 | 3.6 | 1.2 | .3  | 5.6  |
| 2022-23 | Charlotte | 54  | 15  | 25.7 | .412 | .216 | .736 | 3.1 | 4.8 | 1.4 | .5  | 8.8  |
| 2023-24 | Brooklyn  | 56  | 2   | 18.9 | .435 | .294 | .741 | 2.9 | 3.6 | 1.2 | .2  | 6.6  |
| Total   | Total     | 326 | 152 | 23.3 | .407 | .298 | .674 | 3.0 | 4.2 | 1.2 | .3  | 9.7  |